# Vuelta a España 1979
34. ročník cyklistického závodu Vuelta a España se konal mezi 24. dubnem a 13. květnem 1979. Závod dlouhý 3373 km vyhrál Nizozemec Joop Zoetemelk z týmu Miko–Mercier. Na druhém a třetím místě se umístili Francisco Galdós (Kas) a Michel Pollentier (Splendor).
Alfons De Wolf (Lano–Boule d'Or) se stal vítězem bodovací soutěže a 5 etap, zatímco Felipe Yáñez (Novostil–Helios) vyhrál vrchařskou soutěž. Nejlepším sprinterem se stal týmový kolega De Wolfa Roger De Cnijf a tým Kas vyhrál soutěž týmů.

## Týmy
Vuelty a España 1979 se zúčastnilo celkem 9 týmů. Každý tým přijel s 10 jezdci, na start se celkem postavilo 90 jezdců. Do cíle v Madridu dojelo 73 jezdců.
Týmy, které se zúčastnily závodu, byly:
- Colchón CR
- Kas
- Lano–Boule d'Or
- Miko–Mercier
- Moliner–Vereco
- Novostil–Helios
- Splendor
- Teka
- Transmallorca–Flavia

## Trasa a etapy
| Etapa | Datum         | Trasa                                       | Vzdálenost          | Typ                 | Typ                  | Vítěz                       |
| ----- | ------------- | ------------------------------------------- | ------------------- | ------------------- | -------------------- | --------------------------- |
| P     | 24. dubna     | Jerez de la Frontera – Jerez de la Frontera | 6,3 km (4 mi)       |                     | Individuální časovka | Joop Zoetemelk (NED)        |
| 1     | 25. dubna     | Jerez de la Frontera – Sevilla              | 156 km (97 mi)      |                     |                      | Sean Kelly (IRL)            |
| 2     | 26. dubna     | Sevilla – Córdoba                           | 188 km (117 mi)     |                     |                      | Alfons De Wolf (BEL)        |
| 3     | 27. dubna     | Córdoba – Sierra Nevada                     | 190 km (118 mi)     |                     |                      | Felipe Yáñez (ESP)          |
| 4     | 28. dubna     | Granada – Puerto Lumbreras                  | 222 km (138 mi)     |                     |                      | Roger De Cnijf (BEL)        |
| 5     | 29. dubna     | Puerto Lumbreras – Murcia                   | 139 km (86 mi)      |                     |                      | Juan Argudo (ESP)           |
| 6     | 30. dubna     | Murcia – Alcoy                              | 171 km (106 mi)     |                     |                      | Christian Levavasseur (FRA) |
| 7     | 1. května     | Alcoy – Sedaví                              | 173 km (107 mi)     |                     |                      | Alfons De Wolf (BEL)        |
| 8a    | 2. května     | Sedaví – Benicàssim                         | 145 km (90 mi)      |                     |                      | Sean Kelly (IRL)            |
| 8b    | 2. května     | Benicàssim – Benicàssim                     | 11,3 km (7 mi)      |                     | Individuální časovka | Joop Zoetemelk (NED)        |
| 9     | 3. května     | Benicàssim – Reus                           | 193 km (120 mi)     |                     |                      | Alfons De Wolf (BEL)        |
| 10    | 4. května     | Reus – Zaragoza                             | 230 km (143 mi)     |                     |                      | Noël Dejonckheere (BEL)     |
| 11    | 5. května     | Zaragoza – Pamplona                         | 183 km (114 mi)     |                     |                      | Noël Dejonckheere (BEL)     |
| 12    | 6. května     | Pamplona – Logroño                          | 149 km (93 mi)      |                     |                      | Frans Van Vlierberghe (BEL) |
| 13    | 7. května     | Haro – Peña Cabarga                         | 180 km (112 mi)     |                     |                      | Ángel López del Álamo (ESP) |
| 14    | 8. května     | Torrelavega – Gijón                         | 178 km (111 mi)     |                     |                      | Bernardo Alfonsel (ESP)     |
| 15    | 9. května     | Gijón – León                                | 156 km (97 mi)      |                     |                      | Lucien Van Impe (BEL)       |
| 16a   | 10. května    | León – Valladolid                           | 134 km (83 mi)      |                     |                      | Adri van Houwelingen (NED)  |
| 16b   | 10. května    | Valladolid – Valladolid                     | 22 km (14 mi)       |                     | Individuální časovka | Alfons De Wolf (BEL)        |
| 17    | 11. května    | Valladolid – Ávila                          | 204 km (127 mi)     |                     |                      | Francisco Albelda (ESP)     |
| 18a   | 12. května    | Ávila – Colmenar Viejo                      | 155 km (96 mi)      |                     |                      | Miguel María Lasa (ESP)     |
| 18b   | 12. května    | Colmenar Viejo – Azuqueca de Henares        | 104 km (65 mi)      |                     |                      | Cees Bal (NED)              |
| 19    | 13. května    | Madrid – Madrid                             | 84 km (52 mi)       |                     |                      | Alfons De Wolf (BEL)        |
|       | Celková délka | Celková délka                               | 3 373 km (2 096 mi) | 3 373 km (2 096 mi) | 3 373 km (2 096 mi)  | 3 373 km (2 096 mi)         |

## Průběžné pořadí
| Etapa          | Vítěz                 | Celkové pořadí ·      | Bodovací soutěž ·     | Vrchařská soutěž · | Sprinterská soutěž | Soutěž týmů     |
| -------------- | --------------------- | --------------------- | --------------------- | ------------------ | ------------------ | --------------- |
| P              | Joop Zoetemelk        | Joop Zoetemelk        | Joop Zoetemelk        | neuděleno          | neuděleno          | Lano–Boule d'Or |
| 1              | Sean Kelly            | Joop Zoetemelk        | Sean Kelly            | neuděleno          | Eddy Vanhaerens    | Lano–Boule d'Or |
| 2              | Alfons De Wolf        | Joop Zoetemelk        | Alfons De Wolf        | neuděleno          | Eddy Vanhaerens    | Lano–Boule d'Or |
| 3              | Felipe Yáñez          | Joop Zoetemelk        | Joop Zoetemelk        | Felipe Yáñez       | Eddy Vanhaerens    | Lano–Boule d'Or |
| 4              | Roger De Cnijf        | Joop Zoetemelk        | Etienne Van der Helst | Felipe Yáñez       | Eddy Vanhaerens    | Miko–Mercier    |
| 5              | Juan Argudo           | Joop Zoetemelk        | Alfons De Wolf        | Felipe Yáñez       | Eddy Vanhaerens    | Miko–Mercier    |
| 6              | Christian Levavasseur | Christian Levavasseur | Alfons De Wolf        | Felipe Yáñez       | Roger De Cnijf     | Miko–Mercier    |
| 7              | Alfons De Wolf        | Christian Levavasseur | Alfons De Wolf        | Felipe Yáñez       | Roger De Cnijf     | Miko–Mercier    |
| 8a             | Sean Kelly            | Christian Levavasseur | Alfons De Wolf        | Felipe Yáñez       | Roger De Cnijf     | Miko–Mercier    |
| 8b             | Joop Zoetemelk        | Christian Levavasseur | Alfons De Wolf        | Felipe Yáñez       | Roger De Cnijf     | Miko–Mercier    |
| 9              | Alfons De Wolf        | Christian Levavasseur | Alfons De Wolf        | Felipe Yáñez       | Roger De Cnijf     | Miko–Mercier    |
| 10             | Noël Dejonckheere     | Christian Levavasseur | Alfons De Wolf        | Felipe Yáñez       | Roger De Cnijf     | Miko–Mercier    |
| 11             | Noël Dejonckheere     | Christian Levavasseur | Alfons De Wolf        | Felipe Yáñez       | Roger De Cnijf     | Miko–Mercier    |
| 12             | Frans Van Vlierberghe | Christian Levavasseur | Alfons De Wolf        | José Viejo         | Roger De Cnijf     | Miko–Mercier    |
| 13             | Ángel López del Álamo | Joop Zoetemelk        | Alfons De Wolf        | Felipe Yáñez       | Roger De Cnijf     | Miko–Mercier    |
| 14             | Bernardo Alfonsel     | Joop Zoetemelk        | Alfons De Wolf        | Felipe Yáñez       | Roger De Cnijf     | Miko–Mercier    |
| 15             | Lucien Van Impe       | Joop Zoetemelk        | Alfons De Wolf        | Felipe Yáñez       | Roger De Cnijf     | Kas             |
| 16a            | Adri van Houwelingen  | Joop Zoetemelk        | Alfons De Wolf        | Felipe Yáñez       | Roger De Cnijf     | Kas             |
| 16b            | Alfons De Wolf        | Joop Zoetemelk        | Alfons De Wolf        | Felipe Yáñez       | Roger De Cnijf     | Kas             |
| 17             | Francisco Albelda     | Joop Zoetemelk        | Alfons De Wolf        | Felipe Yáñez       | Roger De Cnijf     | Kas             |
| 18a            | Miguel María Lasa     | Joop Zoetemelk        | Alfons De Wolf        | Felipe Yáñez       | Roger De Cnijf     | Kas             |
| 18b            | Cees Bal              | Joop Zoetemelk        | Alfons De Wolf        | Felipe Yáñez       | Roger De Cnijf     | Kas             |
| 19             | Alfons De Wolf        | Joop Zoetemelk        | Alfons De Wolf        | Felipe Yáñez       | Roger De Cnijf     | Kas             |
| Konečné pořadí | Konečné pořadí        | Joop Zoetemelk        | Alfons De Wolf        | Felipe Yáñez       | Roger De Cnijf     | Kas             |

## Konečné pořadí

### Celkové pořadí
| Pořadí | Jezdec            | Tým                  | Čas        |
| ------ | ----------------- | -------------------- | ---------- |
| 1      | Joop Zoetemelk    | Miko–Mercier         | 94h 57’03” |
| 2      | Francisco Galdós  | Kas                  | + 2’ 41”   |
| 3      | Michel Pollentier | Splendor             | + 3’ 21”   |
| 4      | Álvaro Pino       | Teka                 | + 3’ 22”   |
| 5      | Hennie Kuiper     | Moliner–Vereco       | + 5’ 51”   |
| 6      | Lucien Van Impe   | Kas                  | + 6’ 30”   |
| 7      | Pedro Torres      | Transmallorca–Flavia | + 6’ 49”   |
| 8      | Felipe Yáñez      | Novostil–Helios      | + 7’ 41”   |
| 9      | Christian Seznec  | Miko–Mercier         | + 8’ 03”   |
| 10     | Alfons De Wolf    | Lano–Boule d'Or      | + 10’ 01”  |

### Vrchařská soutěž
| Pořadí | Jezdec         | Tým                  | Body |
| ------ | -------------- | -------------------- | ---- |
| 1      | Felipe Yáñez   | Novostil–Helios      | 95   |
| 2      | Vicente Belda  | Transmallorca–Flavia | 65   |
| 3      | Joop Zoetemelk | Miko–Mercier         | 47   |
| 4      | Pedro Torres   | Transmallorca–Flavia | 34   |
| 5      | Manuel Esparza | Teka                 | 28   |

### Sprinterská soutěž
| Pořadí | Jezdec                | Tým             | Body |
| ------ | --------------------- | --------------- | ---- |
| 1      | Roger De Cnijf        | Lano–Boule d'Or | 63   |
| 2      | Frans Van Vlierberghe | Lano–Boule d'Or | 37   |
| 3      | Antonio Menéndez      | Moliner–Vereco  | 36   |
| 4      | Frits Pirard          | Miko–Mercier    | 20   |

### Soutěž týmů
| Pořadí | Tým                  | Čas          |
| ------ | -------------------- | ------------ |
| 1      | Kas                  | 284h 57’ 15” |
| 2      | Miko–Mercier         | + 2”         |
| 3      | Moliner–Vereco       | + 7’ 34”     |
| 4      | Teka                 | + 14’ 10”    |
| 5      | Transmallorca–Flavia | + 24’ 24”    |
| 6      | Novostil–Helios      | + 24’ 35”    |
| 7      | Splendor             | + 26’ 51”    |
| 8      | Colchón CR           | + 41’ 52”    |
| 9      | Lano–Boule d'Or      | + 1h 13’ 31” |